# Ян Веллем (конный монумент)
51°13′32″ с. ш. 6°46′19″ в. д.
Конный монумент Яну Веллему (нем. Jan-Wellem-Reiterdenkmal) установлен на Рыночной площади в центре Дюссельдорфа.

## Общая информация
Скульптурная композиция была начата итальянско-фламандским скульптором Габриэлем Групелло в 1703 году и закончена в 1711 году. На конной статуе в стиле барокко изображен Иоганн Вильгельм фон Пфальц-Нойбург, курфюрст Пфальца и герцог Юлих-Берг, которого жители Дюссельдорфа, говорившие в то время на нижнефранкском языке, звали Ян Веллем. Скульптура, которую Групелло создал по заказу своего работодателя, сегодня является одной из достопримечательностей Дюссельдорфа.

## Описание
На конной статуе изображен государь в полных рыцарских доспехах, в короне курфюрста, с цепью члена рыцарского ордена и маршальским жезлом, сидящий в прямой позе на бегущем рысью скакуне.
Скульптура с зеленой патиной была отлита из бронзы в мастерской, которая позже стала театром на Рыночной площади. Согласно первоначальному проекту Групелло предполагался гораздо более высокий постамент. Основание должно было быть украшено аллегориями со всех четырех сторон, скульптурами львов, каждая из которых свергает порок - скупость, высокомерие, зависть и несдержанность. Модели львов уже были закончены, но вылиты они так и не были. Вместо изначально задуманного великолепного комплекса, рисунок которого можно было увидеть в историческом музее, было создано только простое основание, которое в 1830 году было заменено классическим постаментом скульптора Крамбергера. Постамент был облицован пластинами голубого Ратингенского камня (Ratinger Blaustein) по проекту дюссельдорфского архитектора Адольфа фон Вагедеса (Adolph von Vagedes).
Новосозданный цоколь украшен позолоченными бронзовыми пальмовыми ветвями и лавровыми венками. Большие таблички с надписью с посвящением и датой можно найти на его широких сторонах. Памятник огорожен классической копьевой решёткой с пучками копий в качестве столбов.
"... и совсем рядом на рынке находится один из самых красивых конных монументов Германии и один из самых красивых в мире. Это знаменитый «Ян Веллем», курфюрст Иоганн Вильгельм работы Габриэля Групелло.":
— Hermann von Wedderkop, Das Buch von Köln, Düsseldorf, Bonn. Piper, München 1928. S. 163.

## Рискованная история и неточность
Статуе несколько раз угрожало исчезновение. Первый раз её должны были разобрать еще в 1716 году, после смерти Яна Веллема. Второй раз — во время французской оккупации, когда революционные войска хотели вывезти его в 1795 году. Третий раз памятник должен был быть расплавлен в тяжёлые с экономической точки зрения 1920-е годы. Чтобы предотвратить разрушение во Второй мировой войне, статую перенесли в горную выработку на окраине Дюссельдорфа. После окончания войны его снова установили на старом месте. После обширной реставрации примерно в 1988 году весь объект - конная статуя с постаментом, чугунная стрельчатая решетка с 252 позолоченными наконечниками и четыре угловых светильника - был помещён под охрану как памятник искусства, истории и культуры.
Латинская надпись в основании, разработанная Йозефом Лакомбле (1789-1866), оказалась исторически неверна. Не «благодарные жители Дюссельдорфа» подарили конную статую, а придворному художнику Габриэлю де Групелло было поручено Яном Веллемом создать произведение искусства..

## Монумент в легендах

### Мальчик-подмастерье и Генрих Гейне

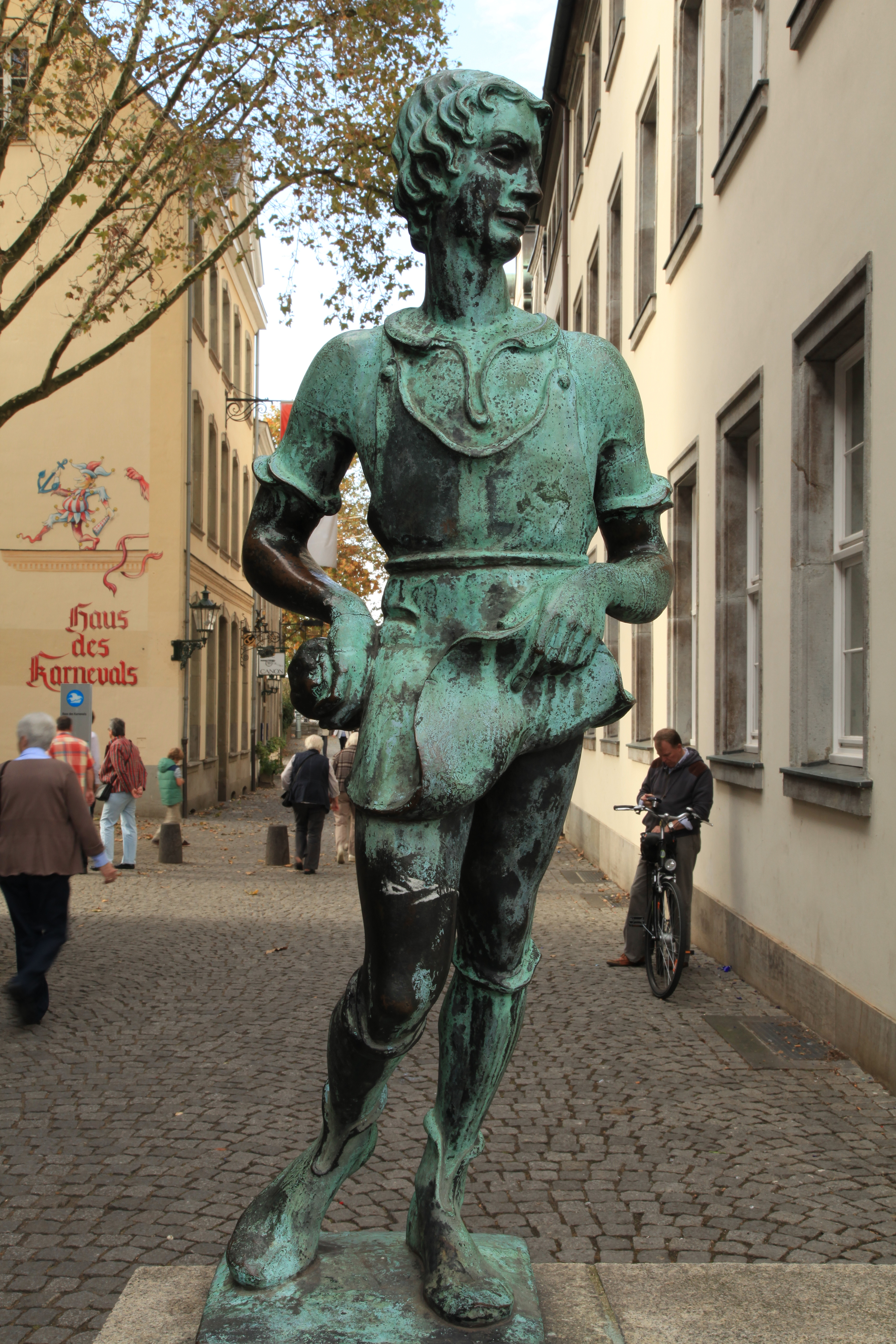
Мальчик-подмастерье из легенды

Если стать прямо перед монументом, то слева в углу, на выходе с площади на улицу Цольштрассе, можно увидеть небольшой бронзовый памятник мальчику-подмастерью, работавшему под началом Групелло. Рассказывают, что для отливки скульптуры не хватило немного металла. Тогда мальчик побежал по улицам города с просьбой дать всё, кто что может. И его нагрузили кольцами, цепочками, частями столового серебра и другим металлом. Прибежав обратно в мастерскую, без разрешения мастера, мальчик вывалил всё в ёмкость с расплавленным металлом. Групелло пришёл в ужас и наказал  своего служку, поскольку посчитал, что бронза будет испорчена. Но каково было его удивление, когда фигуру освободили от формы и увидели великолепное произведение искусства. В виде компенсации за побои Групелло отлил небольшую скульптуру мальчика и установил её на коньке крыши своего дома... К сожалению, эта первое скульптурное изображение подмастерья не сохранилось, но домашняя ассоциация «Düsseldorfer Jonges» в 1932 году подарила городу новую фигуру, которая до сих пор напоминает нам об этой истории...
А вот что пишет Генрих Гейне в своей работе «Ideen. Das Buch Le Grand»:
"...идите прямо на рыночную площадь и посмотрите на колоссальную черную статую рыцаря, стоящую там посередине. Представляем курфюрста Яна Вильгельма. Он носит черные доспехи, низко висящий аллонжовый парик - мальчишкой я слышал легенду о том, что художник, отливавший эту статую, с ужасом заметил во время литья, что его металла недостаточно, и горожане подошли... и принесли ему свои серебряные ложки, чтобы завершить выливание - и теперь я часами стоял перед портретом рыцаря, ломая голову: сколько там может быть серебряных ложек и сколько яблочных пирогов можно получить за всё это серебро?"

### О зависти
Когда произведение искусства было наконец завершено и монумент установлен, знать и народ собрались на Рыночной площади. Герцог был в восторге от своей статуи и безмерно похвалил её. Другие художники, ювелиры и каменщики позавидовали славе Групелло и начали критиковать работу.
Тогда скульптор построил высокий деревянный забор и попросил немного терпения, чтобы всё тщательно переработать. В последующие недели за забором был слышен громкий и постоянный стук, но ничего не было видно. Все видели пыль, разносившуюся во все стороны.
Наконец, когда жители Дюссельдорфа больше не могли выдерживать напряжение, была открыта «новая» статуя. Все, кто её увидел, хвалили обновлённое произведение искусства. Даже самые резкие критики хвалили работу Групелло. Художник долгое время сохранял спокойствие. Но затем он взял слово и сказал: «Если вы присмотритесь, вы увидите, что ничего не изменилось, потому что работа по металлу больше не может обрабатываться молотком. То, что я «исправлял», оказалось просто завистью завистников".

## Галерея

Монумент в изображениях
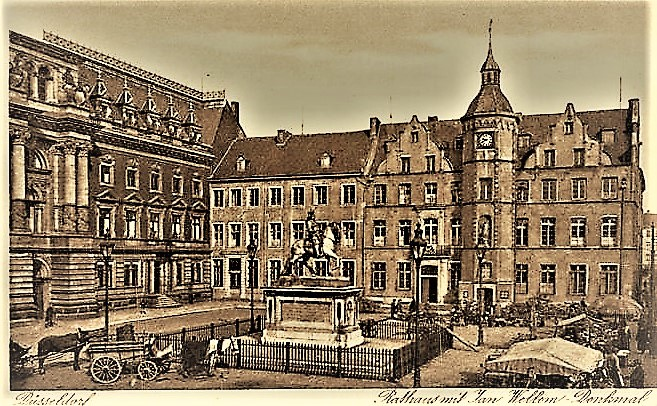
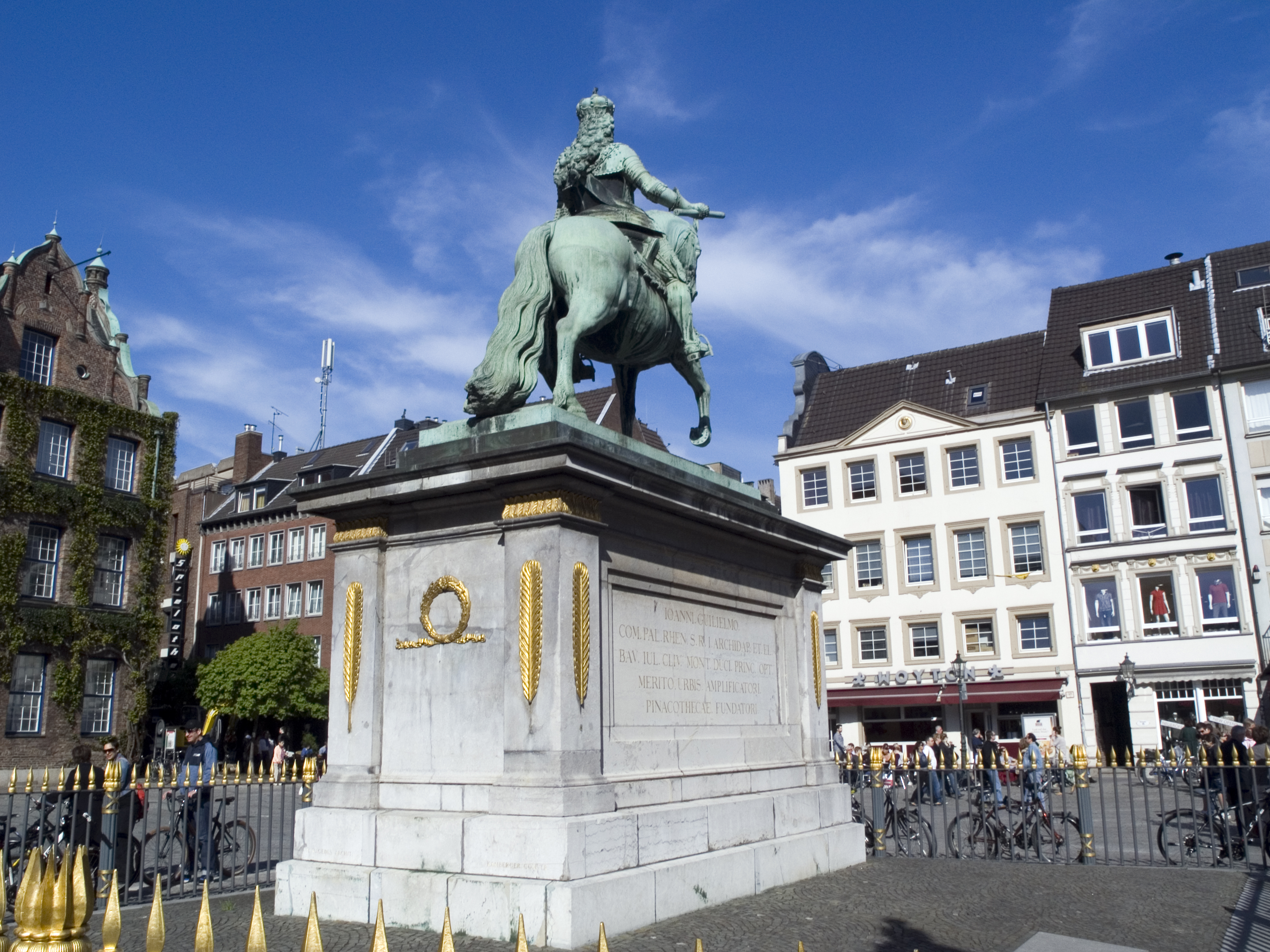
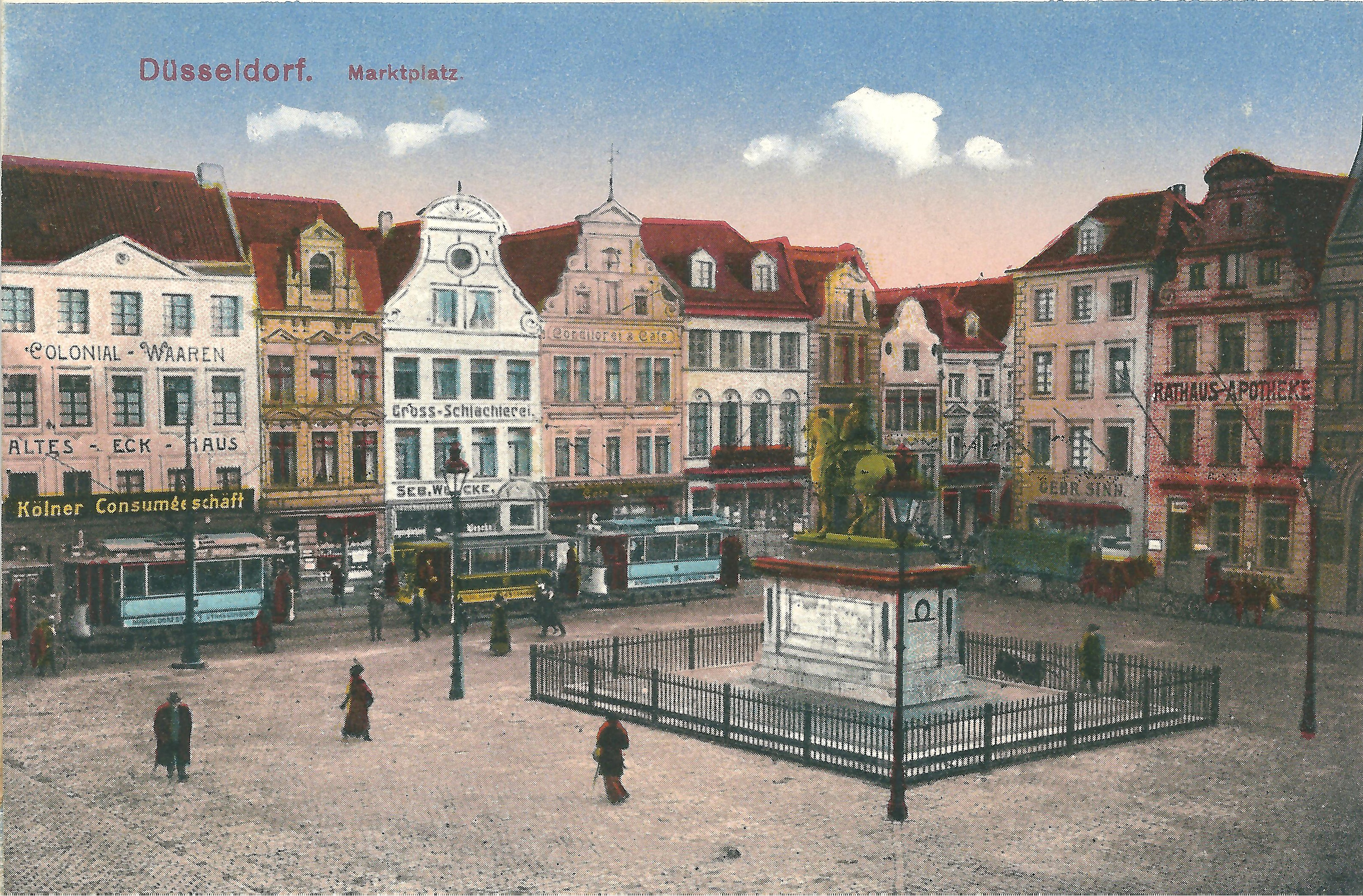
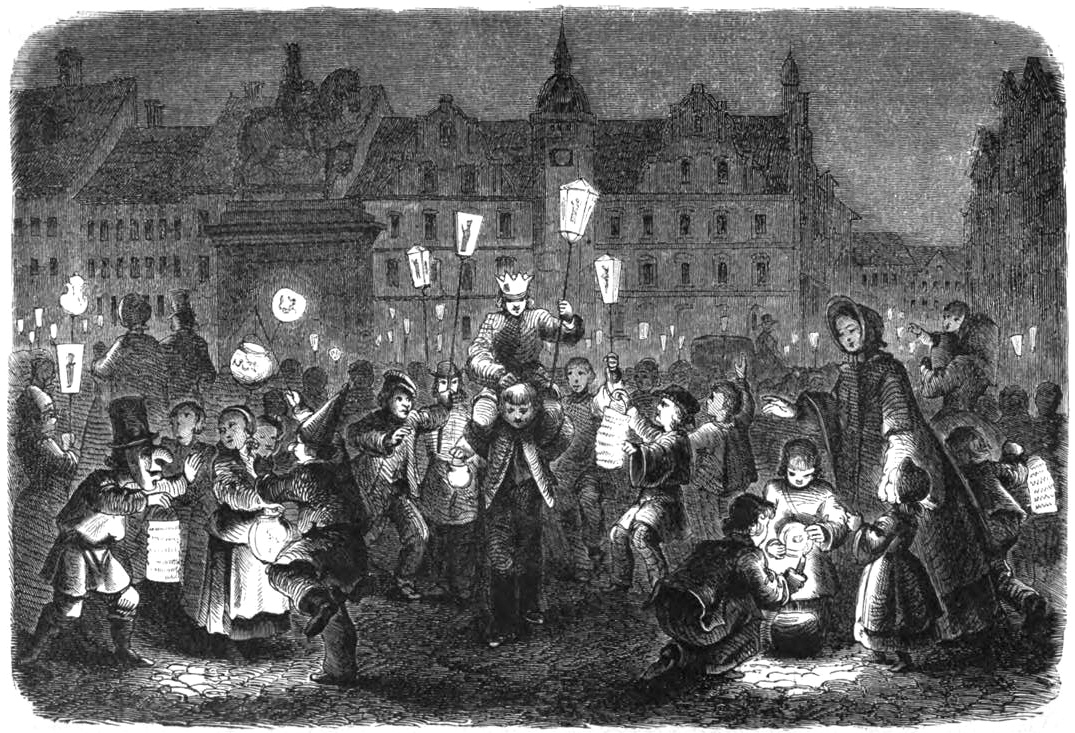
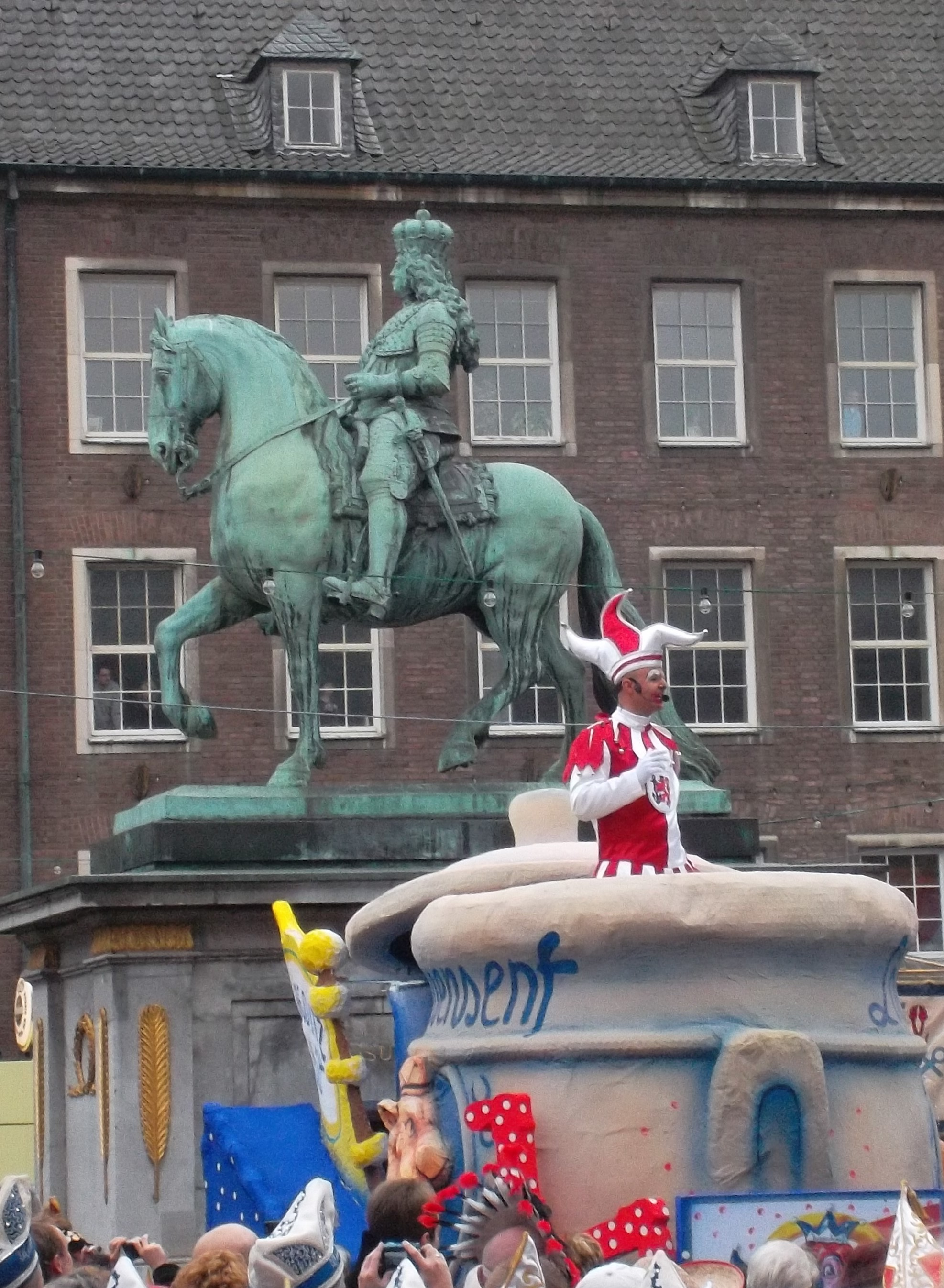
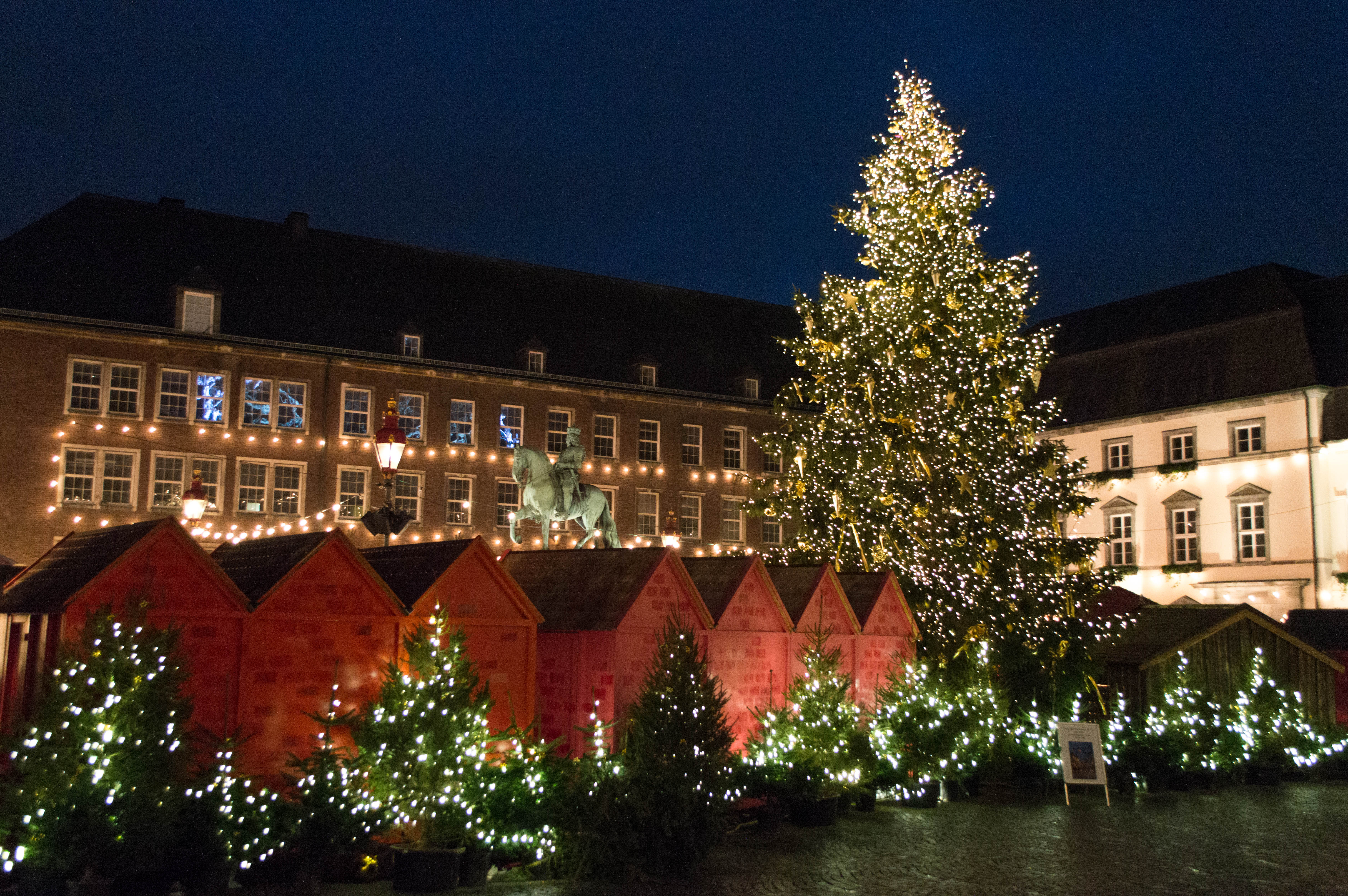